# Lena Pauels
Lena Pauels (* 2. Februar 1998 in Kevelaer) ist eine deutsche Fußballspielerin, die als Torhüterin agiert.

## Karriere

### Vereine
Pauels wechselte im Sommer 2013 vom Kevelaerer SV in die Jugendabteilung des Bundesligisten SGS Essen. Mit den B-Juniorinnen errang sie in ihrer ersten Saison die Meisterschaft der B-Juniorinnen-Bundesliga West/Südwest und erreichte damit das Halbfinale um die Deutsche Meisterschaft, in dem man sich jedoch dem 1. FFC Turbine Potsdam mit 0:3 geschlagen geben musste. Zur Saison 2014/15 rückte sie in den Kader der zweiten Mannschaft auf, für die sie in der Regionalliga West zu ihren ersten Einsätzen im Seniorinnenbereich kam. Am 19. April 2015 gab sie bei der 1:3-Niederlage im Auswärtsspiel gegen die TSG 1899 Hoffenheim ihr Bundesligadebüt. Nachdem sie in der Spielzeit 2015/16 ausschließlich für die zweite Mannschaft Essens zum Einsatz gekommen war, wechselte sie zur Saison 2016/17 zum Bundesligaabsteiger Werder Bremen. Dort erkämpfte sie sich schnell den Stammplatz im Tor, wurde mit der Mannschaft Meister der 2. Bundesliga Nord und feierte somit den Aufstieg in die Bundesliga. Nach zwei Jahren Erstligazugehörigkeit folgte 2019 der Abstieg, doch gelang 2020 der sofortige Wiederaufstieg.
Im Sommer 2023 wechselte Pauels von Werder Bremen nach Portugal zu Benfica Lissabon. Dort kam sie am 17. September 2023 zu ihrem ersten Ligaeinsatz beim 3:1-Auswärtssieg gegen Uniao Torreense. Am 1. Mai 2024 gewann sie mit der Mannschaft den Ligapokal.

### Nationalmannschaft
Über die Niederrhein-Auswahl gelangte Pauels in den Kader der U-15-Nationalmannschaft, für die sie von 2012 bis 2013 insgesamt fünf Partien bestritt. Nach einem Ausfall von Miriam Hanemann wurde sie im Dezember 2013 kurzfristig für die U-17-Europameisterschaft in England nachnominiert und gewann als Ersatztorhüterin mit der Mannschaft den Europameistertitel. Bei der U-17-Weltmeisterschaft in Costa Rica im folgenden März gehörte sie ebenfalls zum deutschen Aufgebot, blieb jedoch ohne Einsatz. Im Juli 2014 gewann sie mit der U-16-Nationalmannschaft den Nordic Cup in Schweden, den die Mannschaft nach einem 3:0-Finalerfolg gegen die Gastgeber gewinnen konnte. Pauels kam dabei in zwei Vorrundenpartien zum Einsatz. Nachdem sie im Februar 2015 im spanischen La Manga ihr Debüt für die U-19-Nationalmannschaft gegeben hatte, qualifizierte sich mit dieser Mannschaft zwei Monate später für die Europameisterschaft in Israel. Hier qualifizierte sich die deutsche Elf für die U-20-Weltmeisterschaft 2016 in Papua-Neuguinea. Pauels stand im entscheidenden Vorrundenspiel gegen Spanien und im Halbfinale gegen Schweden im deutschen Tor. 2016 gehörte sie bei der U-19-Europameisterschaft in der Slowakei und kam in zwei Gruppenspielen zum Einsatz. Für die U-20-Weltmeisterschaft im selben Jahr war sie ebenfalls Teil des deutschen Teams, blieb allerdings ohne Turniereinsatz.

## Erfolge
in Deutschland
- U17-Europameister 2014
- U16-Nordic-Cup-Sieger 2014
- Zweimaliger Aufstieg in die Bundesliga als 
  - Meister 2. Bundesliga Nord 2017, 2019
- B-Juniorinnen-Staffelsieger West/Südwest 2014 (mit der SGS Essen)

in Portugal
- Portugiesischer Meister 2024
- Portugiesischer Ligapokal-Sieger 2024[3]
- Portugiesischer Pokal 2024
- Portugiesischer Fußball-Supercup der Frauen 2024